# Prison School
Prison School (監獄学園 (Giám Ngục Học Viên) Purizun Sukūru, n.đ. '"Trường học Giám ngục"') là một bộ manga dài tập do Hiramoto Akira viết kịch bản và vẽ minh họa. Truyện bắt đầu được đăng nhiều kỳ trong tạp chí Weekly Young Magazine của Kodansha vào ngày 7 tháng 2 năm 2011. Yen Press đã cấp phép xuất bản manga tại Bắc Mỹ. Bản chuyển thể anime được công chiếu vào tháng 7 năm 2015, trong khi bản live action nhiều tập đã được công bố vào tháng 10 cùng năm.

## Cốt truyện
Học viện tư thục Hachimitsu là một ngôi trường nội trú nghiêm ngặt nhất, nằm ở ngoại ô thủ đô Tokyo, là nơi chỉ có những nữ sinh danh giá và tinh hoa mới được vào học. Vào năm học mới, chính sách mới của trường có sự thay đổi: cho phép con trai được nhập học tại trường, lần đầu tiên và mãi mãi. Thế nhưng vào ngày đầu tiên được học tại Hachimitsu, Kiyoshi Fujino được biết rằng mình cùng với bốn ngươi bạn thân — Morokuzu Takehito (Gakuto), Wakamoto Shingo, Nezu Jouji (Joe) và Andou Reiji (Andre)— là năm nam sinh duy nhất được bao quanh bởi hàng nghìn nữ sinh trong cả ngôi trường. Tệ hơn nữa là những luật lệ hà khắc vẫn còn tồn tại ở đây, bất cứ ai cũng có thể bị trừng phạt ngay cả những lỗi nhỏ nhất bằng một ngày giam cầm trong nhà tù của trường. Hàng loạt sự cố tai hại đã khiến năm nam sinh bị "bắt" và nhận được một tối hậu thư: hoặc ở lại một tháng trong nhà tù của trường hoặc bị đuổi học vĩnh viễn.

## Nhân vật

### Nhân vật chính
Fujino Kiyoshi (藤野 清志 (Đằng Dã Thanh Chí))
Lồng tiếng bởi: Kamiya Hiroshi
Diễn xuất: Nakagawa Taishi
Kiyoshi là nhân vật chính trong truyện, sau khi ghi danh từ cùng trường trung học như Shingo. Anh là nam sinh đầu tiên tại Học viện Hachimitsu có mối quan hệ với một nữ sinh khi kết bạn với Chiyo và nảy sinh tình cảm với cô. Cho đến nay, Kiyoshi là người duy nhất trong nhóm nam sinh bị tống giam tới hai lần.
Morokuzu Takehito (諸葛 岳人 (Gia Cát Nhạc Quân))
Lồng tiếng bởi: Konishi Katsuyuki
Diễn xuất: Emoto Tokio
Biệt danh "Gakuto", chính là người đeo kính trong nhóm. Anh là một quân sư lão luyện đầy mưu mẹo với sở thích cuồng Tam Quốc Chí, cũng ghi danh vào học cùng một trường giống như Jo. Gakuto thường dùng lối nói cổ xưa và tính tình quái đản. Về sau anh lại nảy sinh tình cảm với Mitsuko. Takehito Morokuzu là một nhân vật khôn ngoan được tạo ra bởi họa sĩ Hiramoto Akira trong một bộ ''sex comedy'' kinh điển, Takehito biểu lộ nhiều cảm xúc qua từng tập phim khi cùng 4 nam sinh khác đại náo một ngôi trường toàn nữ sinh. Không thể trách Takehito mỗi khi nhân vật này biểu hiện gương mặt nhăn nhó lồi lõm, đơn giản vì xung quanh anh ta là những cô nàng nóng bỏng ''ngực tấn công mông phòng thủ'' mà lại còn siêu quậy.
Wakamoto Shingo (若本 真吾 (Nhược Bản Chân Ngô))
Lồng tiếng bởi: Suzumura Kenichi
Diễn xuất: Yano Masato
Shingo là một nam sinh với mái tóc vàng hoe trông giống như một gã du côn. Có cảm tình với Anzu và tỏ ra là một người bi quan cực độ. Shingo cũng theo học cùng trường giống như Kiyoshi.
Nezu Jōji (根津 譲二 (Căn Tân Nhượng Nhị))
Lồng tiếng bởi: Namikawa Daisuke
Diễn xuất: Không rõ
Biệt danh "Joe", anh là "kẻ không thích nghi" trong nhóm và có hứng thú tự nhiên về lũ kiến. Bề ngoài luôn đội mũ trùm đầu che khuất gần nửa khuôn mặt và có vóc dáng yếu ớt, hay bị ho ra máu bắt nguồn từ một dạng viêm miệng không gây tử vong. Joe cũng theo học cùng trường như Gakuto.
Andō Reiji (安堂 麗治 (An Đường Lệ Trị))
Lồng tiếng bởi: Okitsu Kazuyuki
Diễn xuất: Galigaligalixon
Biệt danh "Andre", là người béo nhất trong nhóm. Rất quan tâm đến bạn bè của mình và cũng là một tên bạo dâm hạng nặng. Andre gắn bó với Meiko và không ngừng khao khát được cô ta trừng phạt dưới bất kỳ hình thức nào.

### Hội học sinh ngầm
Kurihara Mari (栗原 万里 (Lật Nguyên Vạn Lý))
Lồng tiếng bởi: Ohara Sayaka
Diễn xuất: Yamazaki Hirona
Mari là hội trưởng hội học sinh ngầm, lại là con gái của hiệu trưởng Học viện Hachimitsu và là chị của Chiyo.
Shiraki Meiko (白木 芽衣子 (Bạch Mộc Nha Y Tử))
Lồng tiếng bởi: Itō Shizuka
Diễn xuất: Asana Mamoru
Meiko là phó hội trưởng hội học sinh ngầm. Cô được giao nhiệm vụ canh gác đám nam sinh trong tù.
Midorikawa Hana (緑川 花 (Lục Xuyên Hoa))
Lồng tiếng bởi: Hanazawa Kana
Diễn xuất: Morikawa Aoi
Hana là thư ký của hội học sinh ngầm. Vì xảy ra một số "tai nạn" hy hữu với Kiyoshi lúc ban đầu mà về sau cô dần nảy sinh tình cảm với anh chàng. Hana cũng là một võ sư thượng thừa.

### Hội học sinh
Takenomiya Keito (竹ノ宮 ケイト (Trúc Cung Keito))
Kate là hội trưởng hội học sinh chính thống và là kẻ thù không đội trời chung của Mari từ hồi trung học.
Bettō Risa (別当 リサ (Biệt Đương Risa))
Risa là phó hội trưởng hội học sinh chính thống. Cô dần nảy sinh tình cảm mạnh dành cho Andre, luôn sử dụng những tuyệt kỹ tàn bạo nhằm thỏa mãn thói bạo dâm của chàng béo này.
Yokoyama Mitsuko (横山 みつ子 Hoành Sơn Mitsuko)
Mitsuko là thư ký hội học sinh chính thống. Cô có cảm giác lãng mạn dành cho Gakuto và rất vụng về. Mitsuko còn có sở thích viết manga thể loại yaoi.

### Nhân vật khác
Hiệu trưởng (理事長 (Lý Sự Trưởng) Rijichō)
Lồng tiếng bởi: Fujiwara Keiji
Diễn xuất: Takashima Masahiro
Ông là hiệu trưởng Học viện Hachimitsu và là cha của Mari và Chiyo. Gia cảnh giàu sang tuy có hơi trụy lạc và thích đến viếng thăm Nam Mỹ. Ông thường có thiện cảm dành cho nhóm nam sinh cũng có hứng thú đồi bại như mình.
Kurihara Chiyo (栗原 千代 (Lật Nguyên Thiên Đại))
Lồng tiếng bởi: Hashimoto Chinami
Diễn xuất: Takeda Rena
Chiyo là bạn cùng lớp của Kiyoshi và rất thích theo dõi các trận đấu sumo. Kiyoshi đã phải lòng cô dù chẳng biết được biết đối phương có đáp lại tình cảm này hay không. Chiyo cũng là em gái của Mari và có sự kính trọng sâu sắc dành cho chị mình.
Yokoyama Anzu (横山 杏子 (Hoành Sơn Hạnh Tử))
Lồng tiếng bởi: Taichi Yō
Diễn xuất: Araki Yuko
Anzu là một cựu điệp viên của hội học sinh ngầm. Cô có tình cảm với Shingo.
Satō (佐藤 (Tá Đằng))
Một nữ sinh tại Học viện Hachimitsu mà Joe hay gọi là "Cake-san". Cô vô tình đụng trúng phải Joe khi anh vừa dự định quay trở lại chốn lao tù.
Tanaka Mayumi (田中 マユミ (Điền Trung Mayumi))
Lồng tiếng bởi: Nanase Ami
Bạn thân nhất của Chiyo thường thấy cùng trong nhóm đã nhắc nhở cô về lời cảnh báo đám nam sinh trong lớp sắp bị đuổi học.

## Truyền thông

### Manga
Prison School là bộ manga do Hiramoto Akira viết kịch bản và vẽ minh họa. Truyện bắt đầu được đăng nhiều kỳ trong tạp chí Weekly Young Magazine của Kodansha vào ngày 7 tháng 2 năm 2011. Tập tankōbon đầu tiên được xuất bản vào ngày 6 tháng 6 năm 2011; 17 tập đã được xuất bản vào ngày 5 tháng 6 năm 2015. Yen Press đã cấp phép xuất bản manga tại Bắc Mỹ, và tập đầu tiên được phát hành vào tháng 7 năm 2015.

#### Danh sách tập truyện
| #  | Phát hành ja        | Phát hành ja      | Phát hành Anh       | Phát hành Anh     |
| #  | Ngày phát hành      | ISBN              | Ngày phát hành      | ISBN              |
| -- | ------------------- | ----------------- | ------------------- | ----------------- |
| 1  | 6 tháng 6 năm 2011  | 978-4-06-382043-0 | 21 tháng 7 năm 2015 | 978-0-316-34365-7 |
| 2  | 6 tháng 10 năm 2011 | 978-4-06-382091-1 | Tháng 11, 2015      | 978-0-316-34612-2 |
| 3  | 6 tháng 1 năm 2012  | 978-4-06-382125-3 | —                   | —                 |
| 4  | 6 tháng 4 năm 2012  | 978-4-06-382159-8 | —                   | —                 |
| 5  | 6 tháng 7 năm 2012  | 978-4-06-382195-6 | —                   | —                 |
| 6  | 6 tháng 11 năm 2012 | 978-4-06-382224-3 | —                   | —                 |
| 7  | 6 tháng 2 năm 2013  | 978-4-06-382261-8 | —                   | —                 |
| 8  | 2 tháng 5 năm 2013  | 978-4-06-382302-8 | —                   | —                 |
| 9  | 5 tháng 7 năm 2013  | 978-4-06-382320-2 | —                   | —                 |
| 10 | 4 tháng 10 năm 2013 | 978-4-06-382359-2 | —                   | —                 |
| 11 | 6 tháng 12 năm 2013 | 978-4-06-382387-5 | —                   | —                 |
| 12 | 6 tháng 3 năm 2014  | 978-4-06-382432-2 | —                   | —                 |
| 13 | 2 tháng 5 năm 2014  | 978-4-06-382461-2 | —                   | —                 |
| 14 | 6 tháng 8 năm 2014  | 978-4-06-382499-5 | —                   | —                 |
| 15 | 6 tháng 11 năm 2014 | 978-4-06-382525-1 | —                   | —                 |
| 16 | 6 tháng 3 năm 2015  | 978-4-06-382570-1 | —                   | —                 |
| 17 | 5 tháng 6 năm 2015  | 978-4-06-382643-2 | —                   | —                 |
| 18 | 6 tháng 8 năm 2015  | 978-4-06-382647-0 | —                   | —                 |

### Anime
Bản chuyển thể anime dài tập dưới sự đạo diễn của Mizushima Tsutomu tại J.C. Staff với Yokote Michiko là người viết kịch bản phim và Taniguchi Junichiro hụ trách khâu thiết kế nhân vật kiêm luôn giám đốc diễn hoạt. Anime được trình chiếu vào tháng 7 năm 2015 trên Tokyo MX, KBS, SUN, TVA và BS11. Các diễn viên lồng tiếng của năm nhân vật nam chính sẽ trình bày ca khúc chủ đề mở đầu và kết thúc dưới tên nhóm Kangoku Danshi.

#### Danh sách tập phim
| Tập | Tựa đề                                                  | Ngày công chiếu     |
| --- | ------------------------------------------------------- | ------------------- |
| 1   | "Nozoki Daisakusen" (ノゾキ大作戦)                      | 11 tháng 7 năm 2015 |
| 2   | "Shiri Sugiteita Otoko" (尻すぎていた男)                | 18 tháng 7 năm 2015 |
| 3   | "Daifunshutsu" (大噴出)                                 | 25 tháng 7 năm 2015 |
| 4   | "Watashi o Sumō ni Tsuretette" (私をスモーに連れてって) | 31 tháng 7 năm 2015 |
| 5   | "Gakuen Ichi no Uragiri Otoko" (学園一の裏切り男)       | 7 tháng 8 năm 2015  |
| 6   | "Fukushū suru wa hana ni ari" (復讐するは花にあり)      | 14 tháng 8 năm 2015 |
| 7   | "Meiko no Oishī Resutoran" (芽衣子のおいしいレストラン) | 21 tháng 8 năm 2015 |
| 8   | "Andore no Nikki" (アンドレの日記)                      | 28 tháng 8 năm 2015 |
| 9   | "Taieki ga Ippai" (体液がいっぱい)                      | 4 tháng 9 năm 2015  |
| 10  | (素晴らしき尻哉人生！)                                  | 11 tháng 9 năm 2015 |
| 11  | "Eringi Burokobicchi" (エリンギ・ブロコビッチ)          | 18 tháng 9 năm 2015 |
| 12  | "Guddo Mōningu Purizun" (グッドモーニング・プリズン)    | 25 tháng 9 năm 2015 |

### Drama
Bản chuyển thể live action phim bộ drama nhiều tập sẽ được phát sóng trên MBS và TBS vào tháng 10 năm 2015, dưới sự đạo diễn của Iguchi Noboru được sản xuất tại studio Robot.

## Đón nhận
Hơn 3.5 triệu bản của bộ manga đã được bán ra tính đến tháng 8 năm 2014. Prison School là một trong hai người chiến thắng của giải thưởng Best General Manga bên cạnh bộ Gurazeni trong đợt trao Giải thưởng Manga Kodansha thường niên lần thứ 37.